# Суетин, Николай Михайлович
Никола́й Миха́йлович Суе́тин (25 октября (6 ноября) 1897, посёлок Мятлевская, Калужская губерния, Российская империя — 22 января 1954, Ленинград, РСФСР, СССР) — российский советский художник, мастер дизайна, графики и живописи, представитель авангарда в его супрематическом варианте, реформатор русского фарфора.

## Биография
Родился в поселке Мятлевская (Калужская губерния) 25 октября (6 ноября) 1897, в семье начальника железнодорожной станции. В 1900-х — 1910-х учился в гимназии в Калуге, затем в Кадетском корпусе в Петербурге. В 1914 г. был мобилизован, в 1915 служил на Кавказе, затем был переведён в Витебск.
В 1918—1922 гг. учился в ВНХУ в Витебске у Казимира Малевича. С 1920 г. — член группы УНОВИС (Утвердители нового искусства, 1920—1922). Участвовал в выставках Уновиса (1920—1921) в Витебске и в Москве (1921—1922). Работы этого времени: «Газ», «Водород», 1921—1922.
Участвовал в работе по праздничному украшению города, создавал проекты вывесок, оформления кафе, столовых, магазинов.
В 1922 году вместе с К. С. Малевичем переехал в Петроград. В 1923-м году его работы появились на Всероссийской художественно-промышленной выставке в Москве и «Выставке картин петроградских художников всех направлений. 1918—1923» в Петрограде (в составе группы Уновис).
В 1923—1926 гг. участвовал в работе МХК и ГИНХУКа. В 1925 году возглавил Отдел материальной культуры ГИНХУКа. Занимался разработкой супрематизма, анализировал новые формы искусства. В 1925 — 26 гг. работал также в экспериментальной лаборатории Декоративного института (эскизы рисунков для тканей, оформление выставок, реклама), разрабатывая дизайн, основанный на методе супрематизма.
Н. М. Суетин считается одним из наиболее последовательных учеников К. С. Малевича. Суетин осмыслял свои беспредметные композиции как основу для универсального преображения окружающих человека форм. Его модели-«архитектоны», разработки особого «супрематического ордера» в архитектуре остались нереализованными, лишь в весьма изменённом виде претворившись в реальные здания.
В конце 1920-х гг. вслед за Малевичем перешёл от чистой геометрии супрематизма к «метафизическим», условно-знаковым фигуративным образам. В станковом творчестве Суетина в конце 1920 — начале 1930-х гг. появились «крестьянские циклы» («Псковский цикл», 1929, графические серии конца 1920-х — начала 1930-х годов: «Крестьянки», «Полуобразы» (или Образы Богородицы), «Снопы», «Дети мудры».
Живописные работы — «Женщина с пилой» (1927—1928), «Мужик» (1932, ГТГ), «Мужской портрет» (1932—1933, ГТГ). Живописные работы Суетина вошли в экспозицию выставок «Художники РСФСР за 15 лет» в Ленинграде (1932) и Москве (1933).
В 1935 г. наряду с К. Рождественским участвовал в «супрематическом обряде» похорон К. С. Малевича. Исполнил супрематический саркофаг- архитектон, с использованием чёрного, белого и зелёного цвета.
Был исполнителем памятника в виде куба с квадратом, поставленного на могиле К. С. Малевича в Подмосковье, в Немчиновке (не сохранился).
В 1937, в период господства соцреализма, находил творческий выход в архитектурно-оформительских работах: спроектировал (с соавторами) интерьеры павильона СССР на Международной выставке «Искусство и техника в современной жизни» в Париже (1937, архитектор Б. М. Иофан), получивший Гран-при выставки.
В 1939 г. оформлял павильон СССР на Всемирной выставке «Мир завтрашнего дня» в Нью-Йорке.
В 1941 г. участвовал в создании оформления выставки к 100-летию гибели М. Ю. Лермонтова, но выставка не состоялась, так как началась война.
В 1941—1944 гг. Суетин находился в блокадном Ленинграде.
С 1942 г. дизайн Суетина повернул к классической традиции. В 1942 г. он сконструировал (?) стилизованное под старину убранство надгробия А. В. Суворова в Троицком соборе (а точнее, в Благовещенской церкви) Александро-Невской лавры.
В 1943—1944 г. оформил изобразительно-предметную выставку «Героическая оборона Ленинграда» (1944), ставшую основой Музея героической обороны Ленинграда (закрыт в 1949 г.).
Был женат на художнице Анне Александровне Лепорской.
Умер в Ленинграде 22 января 1954 года, похоронен на Богословском кладбище.

## Фарфор
С 1922 г. по 1954 г. работал на Государственном фарфоровом заводе им. М. В. Ломоносова.
В 1922 г. начал работать на заводе вместе с Казимиром Малевичем и Ильёй Чашником.
В 1923—1924 гг. создаёт в фарфоре свои первые супрематические формы, Формы, исполненные Н. М. Суетиным для фарфоровых сервизов часто несут черты архитектонов К. С. Малевича.
В 1932-33 гг. создаёт серию белых ваз («Овал», «Архитектон»).
С 1932 года вступил на должность главного художника завода и оставался на ней до своей смерти в 1954 году.
Под руководством Суетина на заводе, кроме фарфоровых изделий, изготавливались элементы оформления московского метрополитена и здания Речного вокзала в Химках. Как художник по фарфору, Суетин изменил многие формы фарфоровых изделий завода, придав им строгие геометрические формы. Чашки, блюдца, вазы-«суетоны» и сервизы, сделанные Суетиным, представлены в настоящее время в Музее Императорского фарфорового завода.
Работы: чернильница и блюдо «Супрематизм» (1923), чашка с крышкой, чашка и блюдце с оранжевым диском (1923), сервиз с супрематической росписью (1923), тарелки «Инвалид» (1920), Чёрный силуэт (1931), Чернильница «Псковский храм» (1929), «Планит на оранжевой плоскости» (1930), сервиз «Бабы»(« Хлебный») (1931), чайный сервиз с супрематической росписью (1932), сервиз «Тракторный» (1932), чашка с блюдцем «Ситчик» (1935), и другие работы.
В тридцатые и сороковые годы дизайн Суетина становился все более традиционным.

## Память
- В 2018 году в Москве в Даниловском районе появилась улица Суетина[7].